# 유창 (여말선초)
유창(劉敞, ? ~ 1421년)은 고려 말 조선 초의 문신으로, 조선의 개국공신이다. 본관은 강릉(江陵)이다. 초휘(初諱)는 유경(劉敬)이고 자(字)는 태화(太和) 호는 선암(仙庵), 시호는 문희(文僖)이다.

## 생애
강릉부(江陵府) 우계현(羽溪縣)에서 태어났으며, 목은 이색(李穡)과 포은 정몽주(鄭夢周)의 문인이었다.
1371년(공민왕 20) 문과에 급제해 성균학유(成均學諭)에 보직(補職)되었다가 성균박사(成均博士)로 승진한 후 문하주서(門下注書)로 옮겼다.
1375년(우왕 원년) 통례문지후(通禮門祗候)로 임명되었고, 이후 전공좌랑(典工佐郞), 예의정랑(禮儀正郞), 군부정랑(軍簿正郞)을 차례로 거쳤다.
1389년(공양왕 원년) 성균사예(成均司藝)로 임명되었고, 이후 호조의랑(戶曹議郞)과 성균좨주(成均祭酒)를 차례로 거쳤다.
1392년(태조 원년) 조선 개국에 공을 세워, 같은 해 대사성(大司成)으로 승진하고 개국공신 2등에 책록되었다.
이듬해 사마시(司馬試)를 관장하여 박안신(朴安信) 등 99명을 선발했고, 좌산기상시(左散騎常侍)로 옮겼는데, 같은 해 사직하여 신선술(神仙術) 배우기를 청했으나 허락받지 못하고, 오히려 중추원좌부승지(中樞院左副承旨)로 발탁되었다.
1395년(태조 4) 중추원부사(中樞院副使)·옥성군(玉城君), 우부빈객(右副賓客)을 차례로 거쳤고, 이 무렵 유창으로 개명했다.
이후 승녕부윤(承寧府尹)으로 있다가 1402년(태종 2) 예문관제학(藝文館提學), 1404년(태종 4) 예문관대제학(藝文館大提學)을 차례로 거쳤다.
이듬해 문과의 동지공거(同知貢擧)를 맡아 지공거(知貢擧) 이숙번(李叔蕃)과 함께 정초(鄭招) 등 33명에게 급제를 주었다.
같은 해 다시 우부빈객에 임명되었으며, 1406년(태종 6) 해임될 때까지 쭉 그 자리에 있었다.
1407년(태종 7) 옥천군으로서 영가군(永嘉君) 권홍(權弘)과 함께 명에 사은사(謝恩使)로 갔다가 돌아왔고, 이듬해 태상왕(太上王)으로 있던 태조(太祖)가 훙하자 3년 동안 능을 지켰다.
1410년(태종 10) 참찬의정부사(參贊議政府事)로 발탁되었고, 판공안부사(判恭安府事)로 옮겼다.
이후 다시 옥천군으로 있다가 1413년(태종 13) 세자이사(世子貳師)에 임명된 듯하다.
1415년(태종 15) 옥천부원군(玉川府院君)으로 올려 봉해졌고, 이듬해 제사의 중요성을 강조하는 상서문(上書文)을 올렸다.
1418년(태종 18) 다시 세자이사에 임명되었다가, 세종(世宗)이 즉위하자 다시 옥천부원군에 봉해졌다.
1421년(세종 3) 예문관대제학 류관(柳觀)과 함께 궤장(几杖)을 하사받았으며, 같은 해 졸했다.
시호는 문희(文僖)이다.

## 가족 관계
- 증조 - 유승비(劉承備)
  - 조부 - 유송백(劉松栢)
    - 아버지 - 유천봉(劉天鳳)
    - 어머니 - 전성무(田成茂)의 딸
      - 부인 - 판전교시사(判典校寺事), 증 좌찬성(左贊成) 이집(李集)의 딸
        - 아들 - 유인통(劉仁統) 장남
        - 아들 - 유인제(劉仁梯) 차남
        - 아들 - 유인길(劉仁吉)
        - 사위 - 류사눌(柳思訥, 1375년 ~ 1440년) : 예문관대제학(藝文館大提學), 문숙공(文肅公)
          - 직계손 - 유민상(劉敏相) : 정치인(政治人)

## 관련 문화재
- 문희공 유창 묘역 - 서울특별시 유형문화재 제96호
- 송계서원